# Haocheng Zhang
Haocheng Zhang (chinesisch 張皓承 / 张皓承, Pinyin Zhāng Hàochéng; * 28. August 1979 in Harbin, Heilongjiang) ist ein chinesischer Schauspieler. Er tritt auch unter dem Namen Martin Zhang in Erscheinung.

## Leben
Zhang wurde am 28. August 1979 in Harbin geboren. Seit Mitte der 2010er Jahre ist er als Film- und Fernsehschauspieler präsent. 2018 verkörperte er in insgesamt 52 Episoden der Fernsehserie The Flame's Daughter die Rolle des Lie Ming Jing. Im Folgejahr stellte er die Rolle des Zhu Jiuhua in vier Episoden der Fernsehserien I Will Never Let You Go dar. 2020 verkörperte er im Tierhorrorfilm Big Octopus eine der Hauptrollen. 2021 spielte er in 41 Episoden der Fernsehserie Tears in Heaven die Rolle des Liu Siyang. Seit 2022 verkörpert er in der Fernsehserie The Blood of Youth die Rolle des Yan Zhao Tian.

## Filmografie (Auswahl)
- 2018: The Flame's Daughter (烈火如歌/Lie huo ru ge, Fernsehserie, 52 Episoden)
- 2019: I Will Never Let You Go (小女花不弃, Fernsehserie, 4 Episoden)
- 2020: Wu Song vs. Ximen Qing (武松斗杀西门庆/Wu Song Dou Sha Xi Men Qing)
- 2020: Big Octopus (大章鱼/Dà zhangyú)
- 2020: Sniper 2 (夺命狙击2)
- 2021: Wu Song – Iron and Blood Martial Soul (铁血武魂/Wu Sonng Zhi Fei Yan Zhan Jing)
- 2021: Tears in Heaven (海上繁花/Hǎishàng fánhuā, Fernsehserie, 41 Episoden)
- 2022: Ice Sniper (冰雪狙击)
- 2022: Nine Dragons Mysterious Coffin (狄仁傑之九龍玄棺/Di Ren Jie Zhi Jiu Long Xuan Guan)
- 2022: Big Bug Disaster (大虫灾)
- seit 2022: The Blood of Youth (Shao nian ge xing, Fernsehserie)